# Manel Úbeda Gallart
Manel Úbeda Gallart   (Mollet del Vallès, 1951), és un fotògraf català i director i professor de l'Escola de Fotografia IDEP de Barcelona des de 1981 fins al 2014.
El 1975 realitzà la seva primera exposició. Fou un dels organitzadors de les "Jornades Catalanes de Fotografia" de 1980, així com un dels fundadors de la Primavera Fotogràfica de Catalunya el 1982. Ha realitzat tallers i seminaris a la Universitat Autònoma de Barcelona, a la Universitat Politècnica de València i a la Universitat Catalana d'Estiu de Prada de Conflent, entre d'altres. Ha comissariat diverses exposicions de la Fundació La Caixa i és coautor del Projecte i del Pla d'Estudis de l'Escola Universitària de Fotografia de Terrassa. Cofundador de La Magistral, un projecte de tallers i seminaris de fotografia a l'Alt Empordà (Girona) entre els anys 2010 i 2013, en els quals van participar, entre d'altres, José Manuel Navia, Alberto García Alix, Marta Gili, Joan Fontcuberta, Emilio Morenatti, Antoine d'Agata... 
La seva obra reflecteix sovint espais que en el seu dia van ser esplendorosos i acaben abandonats, mostrant un espai de decadència i abandonament. Durant 11 anys va fotografiar periòdicament diferents aspectes de la muntanya del Tibidabo. Una selecció d'aquestes fotos, Tibi, es poden veure a la col·lecció permanent de fotografia del Museu Nacional d'Art de Catalunya.

## Llibres i cursos publicats
- 1983 - VVAA - La Fotografía Creativa. Edicions Salvat amb la col·laboració de Kodak. Barcelona.
- 1991- Curso Profesional de Fotografía. Planeta DeAgostini
- Curso de Fotografía CEAC
- 1997 - Togo. Editorial ASombra, Barcelona. Pròleg de Pere Formiguera.
- 2001- La Fotografía Digital. RBA Editores.
- 2002 - Manual de Fotografía Digital. Plaza & Janés Editores